# Kamin-Kashyrskyi
Kamin-Kashyrskyi (tiếng Ukraina: Камінь-Каширський) là một thành phố của Ukraina. Thành phố này thuộc tỉnh Volyn. Thành phố này có diện tích ? km2, dân số theo điều tra dân số năm 2001 là 10818 người.